# Freie Scholle (Berlin-Tegel)

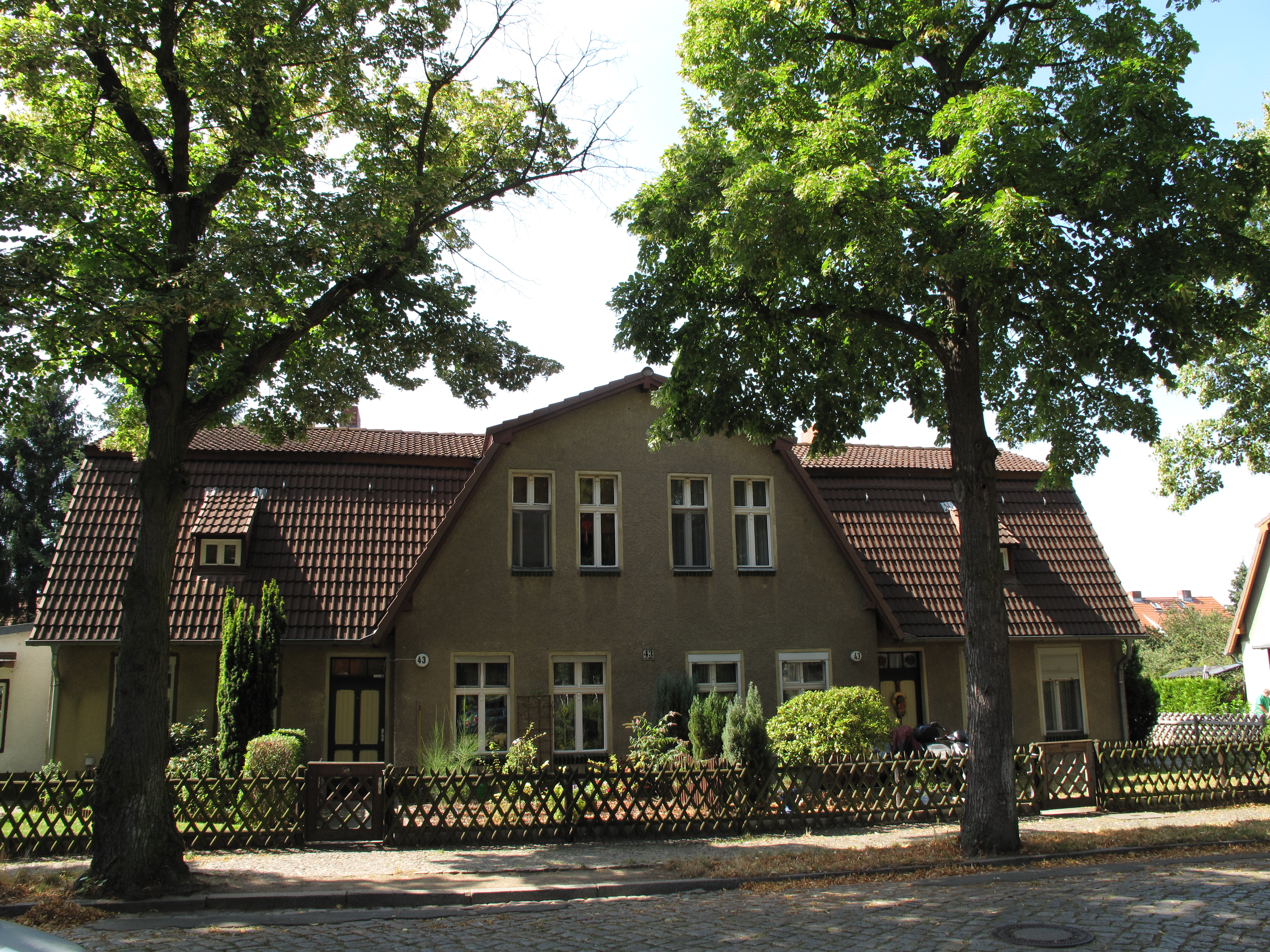
Typisches Haus in der Egidystraße

Die Baugenossenschaft Freie Scholle ist eine Wohnungsbaugenossenschaft im Berliner Ortsteil Tegel.

## Geschichte

### Gründung und Entwicklung bis 1945
Die Baugenossenschaft Freie Scholle wurde 1895 von Gustav Lilienthal, dem Bruder des berühmten Flugpioniers Otto Lilienthal, weit vor den Toren Berlins auf freier Flur am Tegeler Fließ in der Nähe des Steinbergparks als Gemeinnützige Baugenossenschaft „Freie Scholle“ zu Berlin e.G. gegründet. In Eigenarbeit errichteten die Baugenossen in der späteren Egidystraße Zweifamilienhäuser, von denen heute noch große Teile vorhanden sind. Im Jahr 1920 erweiterte der Architekt Bruno Taut die Siedlung unter anderem um den Schollenhof (ehemals: Lilienthalhof).
Im Jahr der Fertigstellung der ersten Häuser der Genossenschaft, 1900, richteten die Bewohner ein Fest aus, das später als Sommer- bzw. Erntedankfest jedes Jahr gefeiert wurde. Im Laufe der Jahre entwickelte sich das Fest zu einem Familienfest. Nur während der beiden Weltkriege und der COVID-19-Pandemie fiel dieses Schollenfest aus.

### Seit Kriegsende 1945
Nach dem Zweiten Weltkrieg wurden die im Krieg in der Egidystraße zerstörten Häuser durch Mehrfamilienhäuser im Rahmen des sozialen Wohnungsbaus ersetzt. Zudem errichtete die Genossenschaft ab den 1960er Jahren weitere Siedlungen in Lübars, Alt-Wittenau (Alt-Wittenau und Rosentreterpromenade), 1995 am Waidmannsluster Damm / Ecke Ziekowstraße und 2019 die Siedlung Lilienthals Hofgarten am Waidmannsluster Damm in Waidmannslust, angrenzend an ihre Siedlung in Tegel. Ebenfalls nach Kriegsende wurden die verbliebenen Häuser verputzt und sind damit grau. Einige Häuser der Egidystraße wurden im Zuge des Denkmalschutzes gelb gestrichen. Die Häuser der 1920er Jahre sind hingegen farbig gestaltet und haben nach Bruno Tauts Vorstellungen je nach Lichteinfall unterschiedliche Farben.
Große Teile der ursprünglichen Siedlung Freie Scholle stehen als Bauensemble unter Denkmalschutz.

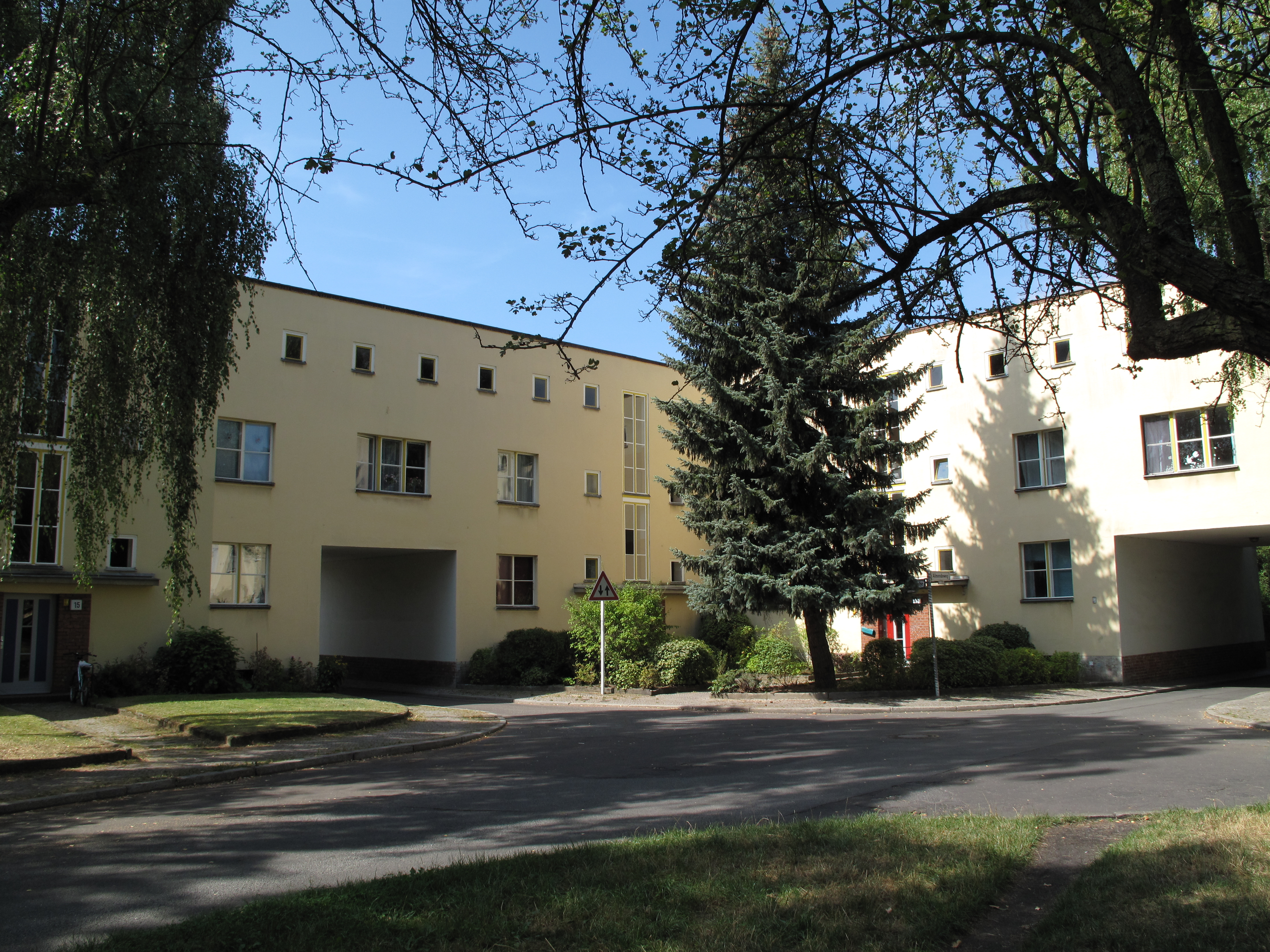
Eckstück des Schollenhofs

Der Vorstand der Freien Scholle hat es sich zur Aufgabe gemacht, nachdem 1988 die Siedlung unter Denkmalschutz gestellt wurde, nach und nach die Straßenzüge in ihrer ursprünglichen Art zu gestalten. Die derzeitigen Vorstandsmitglieder sind Stephan Greiner-Petter (Sprecher des Vorstandes), Christina Reinhold und Ronald Stahn.

### Beschreibung
Die Siedlung Freie Scholle in Tegel zeichnet sich durch einen besonderen Baustil aus: Alle Gebäude sind flach gehalten und bestehen überwiegend aus nur zwei Etagen. Da die ursprüngliche Siedlung Freie Scholle von Steinbergpark und Fließtal eingerahmt wird, gilt sie im Sprachgebrauch der Nordberliner auch als „Die Siedlung im Grünen“.
Die Baugenossenschaft hat derzeit ca. 6000 Mitglieder und rund 1500 Wohnungen. Das Besondere an der Genossenschaft ist der aus etwa 30 Personen bestehende Beirat, ein ehrenamtliches Gremium, das sich zum Ziel gesetzt hat, durch verschiedene Aktivitäten, ein gutnachbarschaftliches Verhältnis der Schollaner zu fördern und gleichzeitig die Qualität des Wohnumfeldes zu verbessern.

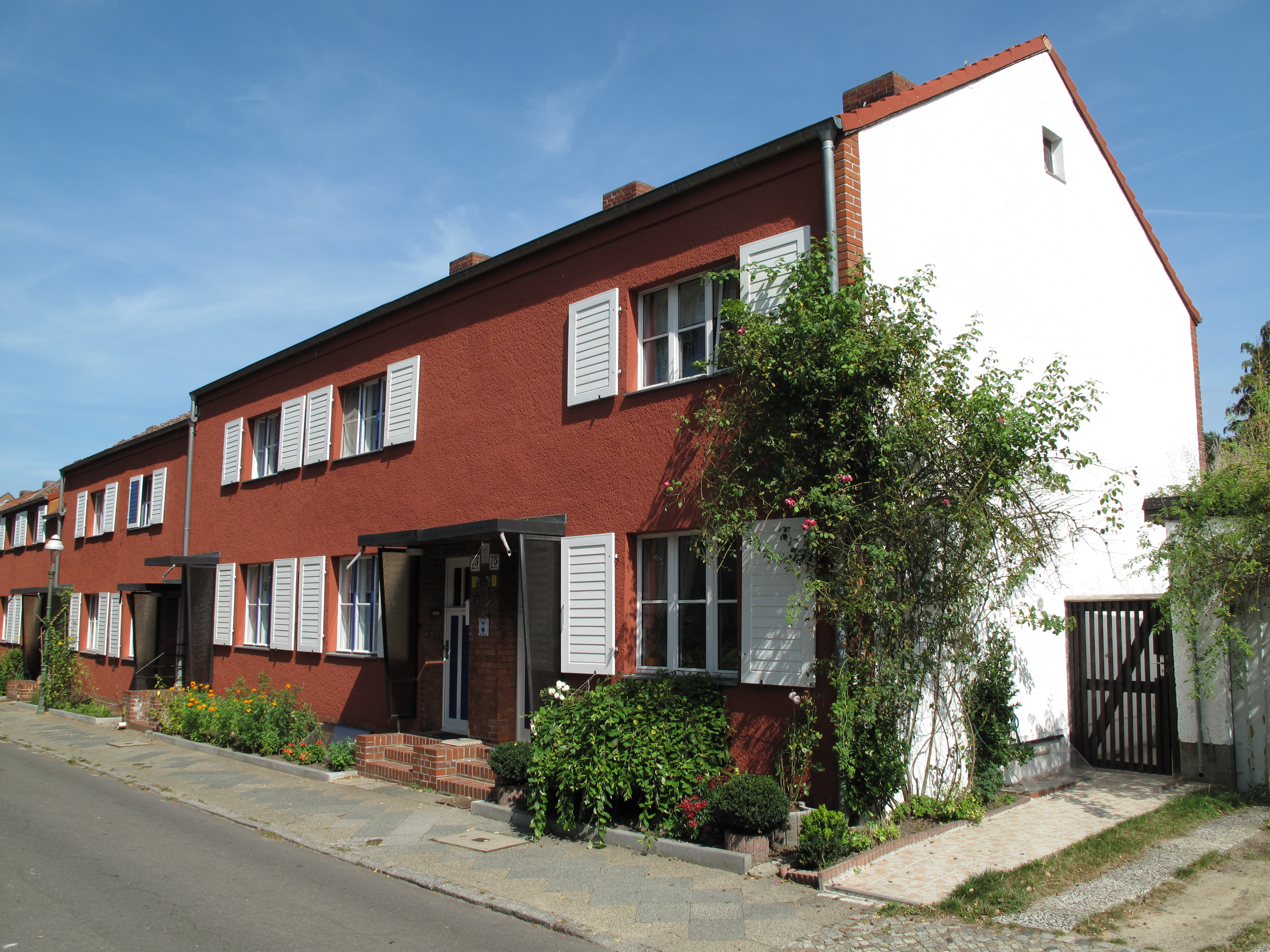
Häuserzeile im Steilpfad

Die Beiratsmitglieder organisieren verschiedene Veranstaltungen, darunter das oben erwähnte ehemalige Erntedankfest, nun als Schollenfest bekannt (immer Ende August oder Anfang September), aber auch Veranstaltungen für Jung und Alt. Das Schollenfest wird begleitet von Festumzügen, Kinderfahrgeschäften, Platzkonzerten und anderen Aktivitäten; es gilt als ältestes Berliner Volksfest. Der Beirat ist 2004 mit dem Silbertaler des Bezirks Reinickendorf für seine ehrenamtliche Arbeit ausgezeichnet worden.
Einmal im Jahr werden die Schollaner zu einem Informationsabend in ihrer Siedlung eingeladen, um sowohl vom Beirat, als auch vom Vorstand Aktuelles aus ihrer Genossenschaft zu erfahren.
Die Genossenschaft hat zwei Logos: Ein Haus mit rotem Dach im grünen Kreis ist das Gründungslogo, das bis 1995 Bestand hatte. Das aktuelle Logo zeigt zwei sich umarmende Häuser auf grünem Rasen. Dieses Logo spiegelt das Motto wider: „Miteinander wohnen“.
Die Genossenschaft pflegt Kooperationen zur Arbeiterwohlfahrt (AWO) mit einer Alten- und einer Kindertagesstätte, zur Paul-Löbe-Oberschule (Praktikumsplätze, Garagentorkunst) und zum Naturschutzbund Deutschland (NABU).
Aufgrund des Genossenschaftsgesetzes musste zum 1. Juli 2011 das Wort „gemeinnützig“ im Namen entfallen, die Baugenossenschaft verfolgt laut Satzung weiterhin die Ziele der Wohnungsgemeinnützigkeit.

## Prominente Bewohner
- Gustav Lilienthal, Gründungs- und Vorstandsmitglied
- Franz Neumann, Politiker (SPD), Moorweg 10
- Ilse Reichel-Koß, Politikerin (SPD)
- Marie Schlei, Politikerin (SPD), Allmendeweg 112